# 造父 (赵氏先祖)
造父（?—?），嬴姓，伯益的后代，蜚廉五世孙，中国历史上著名善御者。赵国的祖先，是颛顼、少昊的后代，将盗骊、骅骝、绿耳等宝马献给周穆王。周穆王让他驾车，西巡狩，见西王母，周穆王乐而忘归。后来，徐偃王反周，周穆王日驰千里马，大破徐偃王。于是将赵城赐给造父，从此造父为赵氏。
| 前任： 衡父 | 趙氏先祖 | 繼任： 六世孙奄父 |